# Cossula orima
Cossula orima is een vlinder uit de familie van de houtboorders (Cossidae). De wetenschappelijke naam van de soort is voor het eerst geldig gepubliceerd in 1906 door Herbert Druce.
De soort komt voor in Peru en Bolivia.